# 黑田勝弘
黑田勝弘（1941年10月25日—）是一名日本的新聞記者、作家、專欄作家。在共同通信曾經擔任首爾支局長以及東京本社外信部編輯部，目前正擔任產經新聞駐首爾特別記者兼論説委員。舊名為勝博。

## 經歷
出身地為大阪府大阪市，在第二次世界大戰中被疏開到鹿兒島縣，然後在小學2年級的時候回到大阪。就讀大阪市立四貫島小学校時代曾經擔任學校新聞的記者。其後先後就讀我孫子中学校、大阪府立天王寺高等学校，高中畢業後的1960年（昭和35年）4月入讀京都大学經濟學部。
1964年，從京大畢業後的4月加入共同通信社。經歷新人研修後的1965年4月開始在廣島支局工作了4年間。1969年，被調遷到東京本社社會部，擔當過公安部的採訪後，1978年起以社費留學的名義前往韓國的延世大學進行語學留學。
從1980年到1984年擔任首爾支局長。1984年起回國擔任東京本社外信部編輯部。同時，從1986年到1988年擔任NHK日本國際傳媒的韓語解説者。由於被邀請擔任產經新聞首爾支局長，從共同通信社退社後的1988年移籍到產經新聞社。1992年，獲頒發波恩・上田紀念國際記者獎，又在2005年因為駐守首爾長達22年的經歷而獲頒發日本記者會獎。
從2002年起，擔任首爾特別市西江大學的講師，任教名為「日本文化的理解」的科目，並且在2003年起升任兼任教授。但是，在2005年4月由於並未另外取得工作簽證而只是以記者的身份任教一事被揭發，以違反韓国邊境管制法（資格外活動）為由，大學校方當局也被當局罰款。
擔任首爾支局長直到2011年10月，同年11月1日起改任特別記者兼論説委員。自從2008年4月起，有不定期參與韓國國際廣播電台日語廣播。
他亦有擔任首爾日本人會顧問。由於雙親都是鹿兒島縣出身，亦有擔任首爾薩摩會的會展。他亦活躍於在韓日本人京都大学畢業生的群體中，擔任「首爾洛友会」的會長。

## 人物
在『產經新聞』國際版面擔當「從首爾來的打招呼」（「ソウルからヨボセヨ」）欄目，亦有不少有關日韓關係的著作。
在韓國是相當有名的日本人，曾經在韓國的小說『皇太子妃綁架事件』中實名登場。雖然黑田的評論經常被不少韓國媒體批判為「妄言」，但以『朝鮮日報』為主的保守派媒體卻相當肯定他在日韓二国間政治・歷史等話題以外的見解。
黑田的對韓論評以在介紹兩韓的朝鮮民族歷史和文化的同時委婉地批判朝鮮民族主義而聞名。他跟同一時期一同學習韓語的作家豐田有恒擁有長年的交情。
相當敬愛韓國文化，曾自稱「能在首爾工作就要感動到哭兩次」，並且認為在韓國居住的話「若是不觀看反日的新聞，就沒有那麼快樂」。他也積極向日本介紹韓國的食文化，並且曾在『產經新聞』和『SAPIO』介紹吃狗肉文化並積極將其引入日本。

## 論評
他對韓國的「反日」民族主義持批判態度，經常批判韓國大眾傳媒的「反日」報道。他的相關發言也經常在韓國的大眾傳媒和互聯網上被批判為「妄言」。
他對日本的保守主張持肯定態度，在韓國内經常被稱呼為「代表性的極右日本言論家」並且因此被大眾媒體批判。只是，最近由於韓國大眾媒體有關日本的關注度下降，而黑田有經常發言的「靖國神社爭議」等等，在韓國國內「反日」情緒高漲之際經常被視作「日本保守右派的主張」而被列舉。
下川正晴指出，1980年代以後黑田和每日新聞的重村智計基本上主導了日本的韓國新聞報導，而他們基於現實觀察而作出的報導被評價為先驅者。

## 著作

### 単著
- . 亜紀書房. 1983-09.
  - のち文庫. 徳間文庫. 徳間書店. 1987-05.
- 第一出版センター 編集 (编). . 講談社. 1985-03.
  - のち文庫. 徳間文庫. 徳間書店. 1987-12.
- . 亜紀書房. 1985-05.
  - のち文庫 . 徳間文庫. 徳間書店. 1988-07.
- . ネスコの本. ネスコ（出版）文藝春秋(発売). 1985-12.
  - のち文庫 . 徳間文庫. 徳間書店. 1998-07. - 黒田(1985c)の増補。
- . 徳間書店. 1986-08.
  - のち文庫 . 徳間文庫. 徳間書店. 1995-05.
- . NESCO books. ネスコ(出版) 文藝春秋(発売). 1986-11.
- . ネスコ(出版) 文藝春秋(発売). 1988-08.
- . 講談社. 1990-06.
- . 東洋経済新報社. 1992-07.
- . 徳間書店. 1993-07. - 「ソウルからヨボセヨ」の総集編。
- . 徳間文庫. 徳間書店. 1994-08.
- . 亜紀書房. 1995-03.
- . 東洋経済新報社. 1997-12.
- . 文春新書. 文藝春秋. 1999-01.
- . 徳間書店. 2000-09.
- . 光文社. 2001-03.
  - のち文庫. 文春文庫. 文藝春秋. 2005-01.
- . 徳間書店. 2001-12.
- . 徳間文庫. 徳間書店. 2002-04.
- . 産経新聞ニュースサービス. 2002-08.のち文庫〈扶桑社文庫〉、2005年2月。
- . ビジネス社. 2003-07.
- . 徳間文庫. 徳間書店. 2004-06.
- . 産経新聞出版(出版) 扶桑社(発売). 2005-07.
- . 文春新書. 文藝春秋. 2006-07.
のち改訂『決定版　どうしても"日本離れ"できない韓国』文藝春秋〈文春新書〉、2015年10月。
- . 晩聲社. 2008-11.
- . 阪急コミュニケーションズ. 2009-06.
- . 角川oneテーマ21. 角川学芸出版. 2013-06.
- . 角川oneテーマ21. 角川学芸出版. 2014-11.
- . 海竜社. 2016-02.
- . KADOKAWA. 2017-06.
- . 角川新書. KADOKAWA. 2019-03.
- . 角川新書. KADOKAWA. 2020-08.

### 論文
- 黒田勝弘. . 小堀桂一郎・渡部昇一 編  (编). . 近代出版社. 2005-10.

### 共著
- 尹学準; 関川夏央 共著. . 集英社. 1986-02.
- 平井久志 共著. 平凡社教育産業センター , 编. . World guide books. 教育社. 1987-02.
- 尹学準; 関川夏央 共著. . 集英社文庫. 集英社. 1988-07.
- 古森義久 共著. . 徳間書店. 2003-01.
  - 古森義久 共著. . 徳間文庫. 徳間書店. 2005-12-06.
- 黒田節 共著. . 阪急コミュニケーションズ. 2005-04.
- 深田祐介; 黒田勝弘 述. . . PHP研究所. 2005-06.
- 市川速水 共著. . 朝日新書. 朝日新聞社. 2006-12.
- 武貞秀士 共著. . 角川oneテーマ21 D-5. KADOKAWA. 2013-12.

### 編著
- 『天皇語録』 由利静夫・東邦彦（編）、講談社、1974年。諸般の事情で変名し刊行、文庫は増補版。
  - のち 黒田勝弘・畑好秀（編） (编). . 講談社文庫. 天皇陛下 述. 講談社. 1986-04.
  - のち改題 黒田勝弘・畑好秀（編） (编). . 講談社学術文庫. 昭和天皇 述. 講談社. 2004-01.

### 監修
- 李大根. 黒田勝弘（監修） , 编. . 金光英実（訳）. 文藝春秋. 2021-10.

## 相關項目
- 韓国学
- 昭和天皇
- 鈴置高史
- 反日情緒
- 松木國俊
- 室谷克實
- 靖国神社爭議